# Rebecca Akufo-Addo
Rebecca Akufo-Addo (nhũ danh Griffiths-Randolph) là một nhân vật công chúng người Ghana và Đệ nhất phu nhân Ghana.
Rebecca Akufo-Addo là Đệ nhất phu nhân của Cộng hòa Ghana và là vợ của Tổng thống Nana Addo Dankwa Akufo-Addo, Tổng thống thứ năm của Cộng hòa Ghana thứ 4.
Cô theo học khoa Tiểu học của Trường Achimota. Cô là một học sinh cũ của Trường ngữ pháp Wesley ở Dansoman ở Vùng Greater Accra.
Cô là con gái của thẩm phán, Jacob Hackenburg Griffiths-Randolph, từng là Chủ tịch Quốc hội Ghana tại Cộng hòa thứ ba. Rebecca Akufo-Addo từng làm việc tại Ngân hàng Merchant ở Ghana và sau đó chuyển đến Vương quốc Anh. Sau đó, cô làm thư ký pháp lý cho Clifford Chance / Ashurst Morris Crisp tất cả thuộc các công ty luật đa quốc gia tại Vương quốc Anh.